# Grimmershörnkaserne

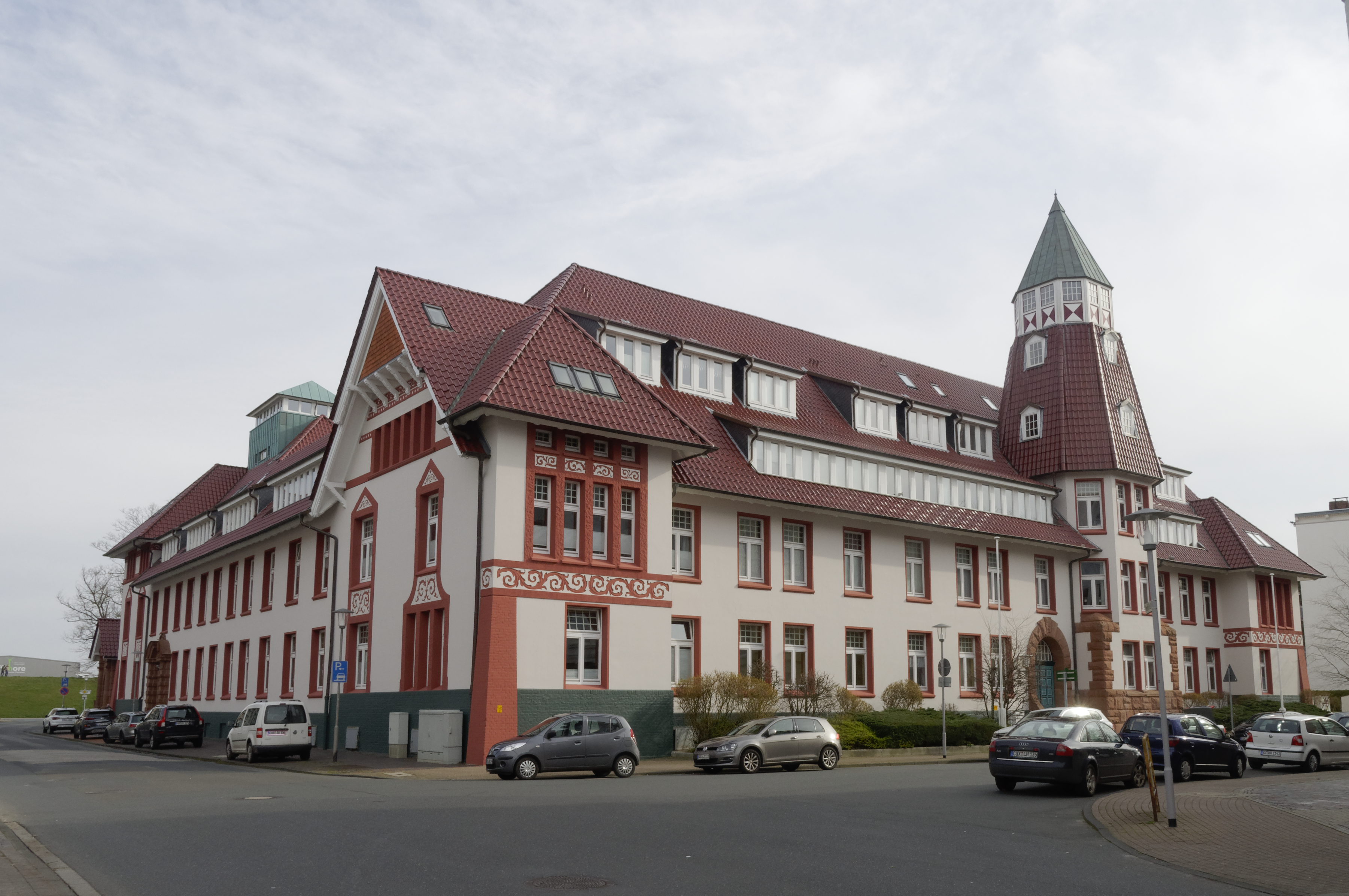
Stabsgebäude

Die ehemalige Grimmershörnkaserne in der niedersächsischen Kreisstadt Cuxhaven-Döse im Landkreis Cuxhaven stammt vom Ende des 19. Jahrhunderts.
Aktuell (2024) werden die Gebäude durch Firmen, durch die Bundespolizeiinspektion See und für Wohnungen und Ferienwohnungen genutzt.
Die Gebäude stehen unter Denkmalschutz (siehe auch Liste der Baudenkmale in Cuxhaven).

## Geschichte

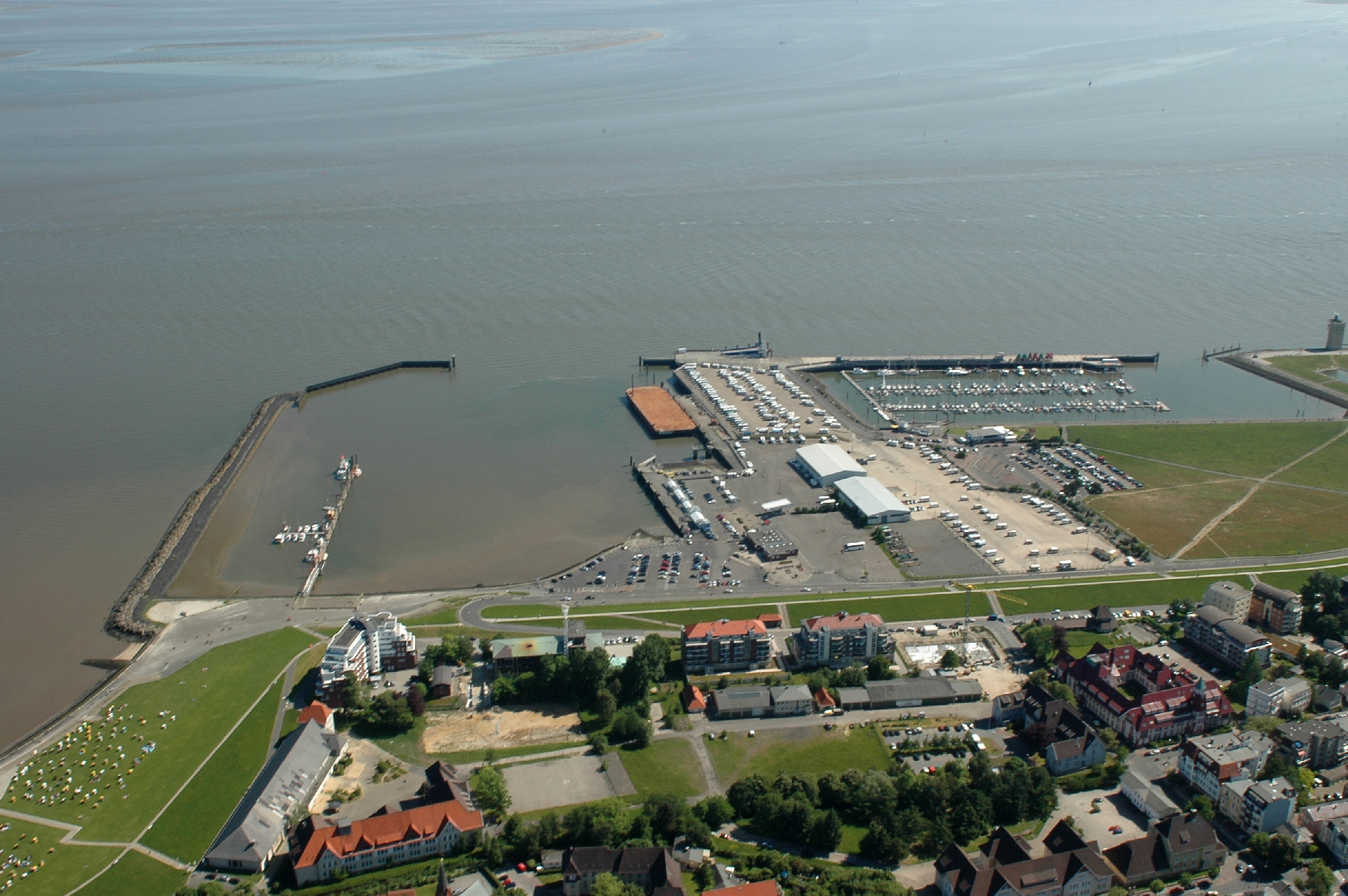
Kasernengelände rechts unten: mit dem Stabsgebäude, links davon die Kasernen, oberhalb am Deich die Kegelbahn und unten rechts das Arrestgebäude

Der Deutsche Reichstag stimmte 1892 der Errichtung einer Marinegarnison in Cuxhaven zu. 1893 rückten die 1. und 2. Kompanie der IV. Matrosen-Artillerie-Abteilung ein und die Soldaten wurden für kurze Zeit bei Cuxhavener Bürgern einquartiert. Zunächst wurden Baracken gebaut für die dann so genannte Bretterkaserne und ab November 1893 bezogen. 1895 verlegte man das Musikkorps der IV. MAA nach Cuxhaven in die Seedeichkaserne. 1903 war der Baubeginn für die Grimmershörnkaserne. 1905 – in der Bauphase – wurden das Kommando der Marine-Artillerie aus Wilhelmshaven und Minenkräfte, die Stammabteilung der Matrosen-Artillerie-Abteilung Kiautschou und die Stammabteilung des III. Seebataillons Kiautschou aus Lehe versetzt und in den fertiggestellten Bauten untergebracht. Die 5. Kompanie der IV. MAA (Wasserkompanie) wurde von der Seedeichkaserne in den Minensucherhafen verlegt. In der Grimmershörnkaserne befand sich nun auch die Marinegarnisonsverwaltung.
1909 wurden die Aufgaben für den Kolonialdienst in der Kiautschou-Kaserne wahrgenommen.
1935 wurde Cuxhaven erneut Garnisonsstadt und die Grimmeshörnkaserne war Standort der 4. Marine-Artillerie-Abteilung und der Marine-Fahrbereitschaft. Im Stabsgebäude waren der Festungskommandant, das Flugmeldekommando und der Stab der 5. Sicherungsdivision untergebracht.

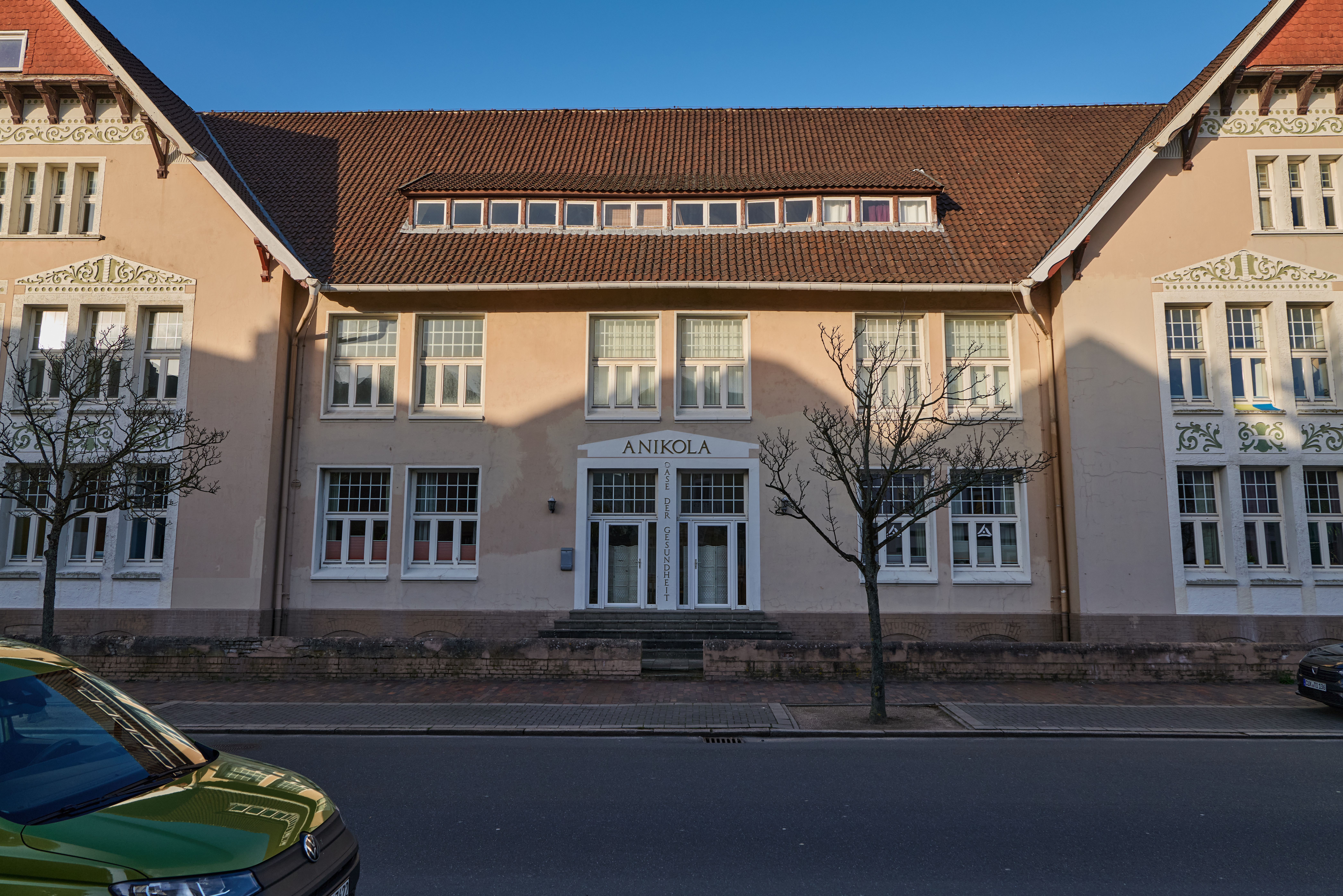
Große Wetternkaserne 2023

Nach dem Zweiten Weltkrieg nutzten das Office of the Navalofficer-in-Charge Cuxhaven und der Frontier Control Service die Kasernen und bis 1958 die Royal Air Force das Stabsgebäude.

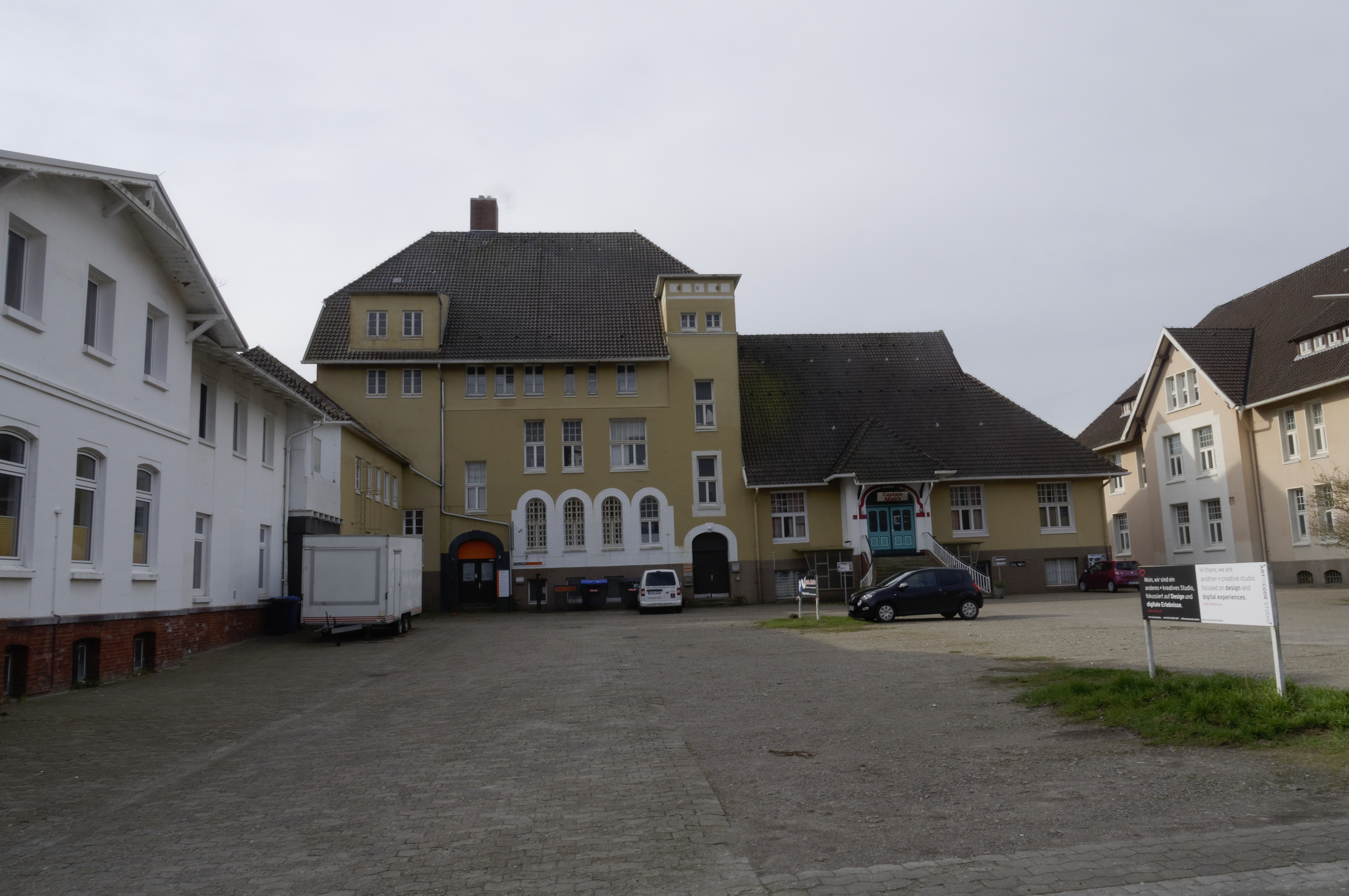
Kaserne: Links Arrestgebäude, sowie weitere Wirtschaftsgebäude

Diese Liegenschaften wurden 1947/48 dem Finanzamt Cuxhaven zur Verwaltung übertragen. Ende 1952 erfolgte die Übergabe der Kaserne an den Seegrenzschutz mit Nutzung durch die Schul- und Reparaturgruppe. Die Ausbildungstätigkeit des Seegrenzschutzes in Cuxhaven endete 1956 und die Standortverwaltung Cuxhaven erhielt die Kasernen.
1956/57 wurden die Beamten des Seegrenzschutzes vollständig in die Bundesmarine überführt. Das Personal der Seegrenzschutz-Stammabteilung Cuxhaven verblieb in Cuxhaven als Stamm für das Kommando vom neuen Marinestützpunkt Cuxhaven. Gemeinsam mit der Marine-Unteroffizierschule, einem Zug Feldjäger, der Standortkommandantur, der Standortverwaltung und später dem Dezernat IC3 des Marine-Unterstützungskommandos bildete diese Dienststelle die ersten Nutzer der Kasernenanlage.
1958 wurde das Stabsgebäude durch das Marine-Stützpunktkommando, den Marine-Fernmeldeabschnitt Nordsee, den Stab 2. Geleitgeschwader, das Kommando der Minensuchboote, die Versorgungsflottille, die Marine-Fernmeldegruppe Cuxhaven und die Offiziermesse Cuxhaven genutzt.
Von 1970 bis 1974 war die Kaserne Zwischenunterkunft für das FlaRakBtl. 37, für das dann in Altenwalde Neubauten entstanden. Von 1977 bis 1994 war hier eine Fachausbildungskompanie des Heeres. Seit 1995 wird sie weitgehend zivil genutzt.
Der Name Grimmershörn geht – gemäß einer Karte von 1725 – auf einen Deichknick an der Elbe zurück, wo der Landwirt Grimmer sein Land zwischen dem heutigen Seepavillon und der Kugelbake bewirtschaftete. Der Bauer und Kornhändler Welken Grimmer besaß um 1800 den Hof an der heutigen Deichtrift.

## Gebäude
Die Kasernenanlage besteht aus den denkmalgeschützten Gebäuden
- Marienstraße 37: zweigeschossige traufständige Große Wetternkaserne von 2006 als viergeteilter Massivbau auf Sockel mit ziegelgedeckten Walm- und Satteldächern. An den Hauptflügel schließen sich im rechten Winkel drei kürzere Flügel an. Die verputzten Fassaden haben teilweise aufwändige Schmuckelemente, insbesondere im Bereich der Fensterrahmungen.[2]

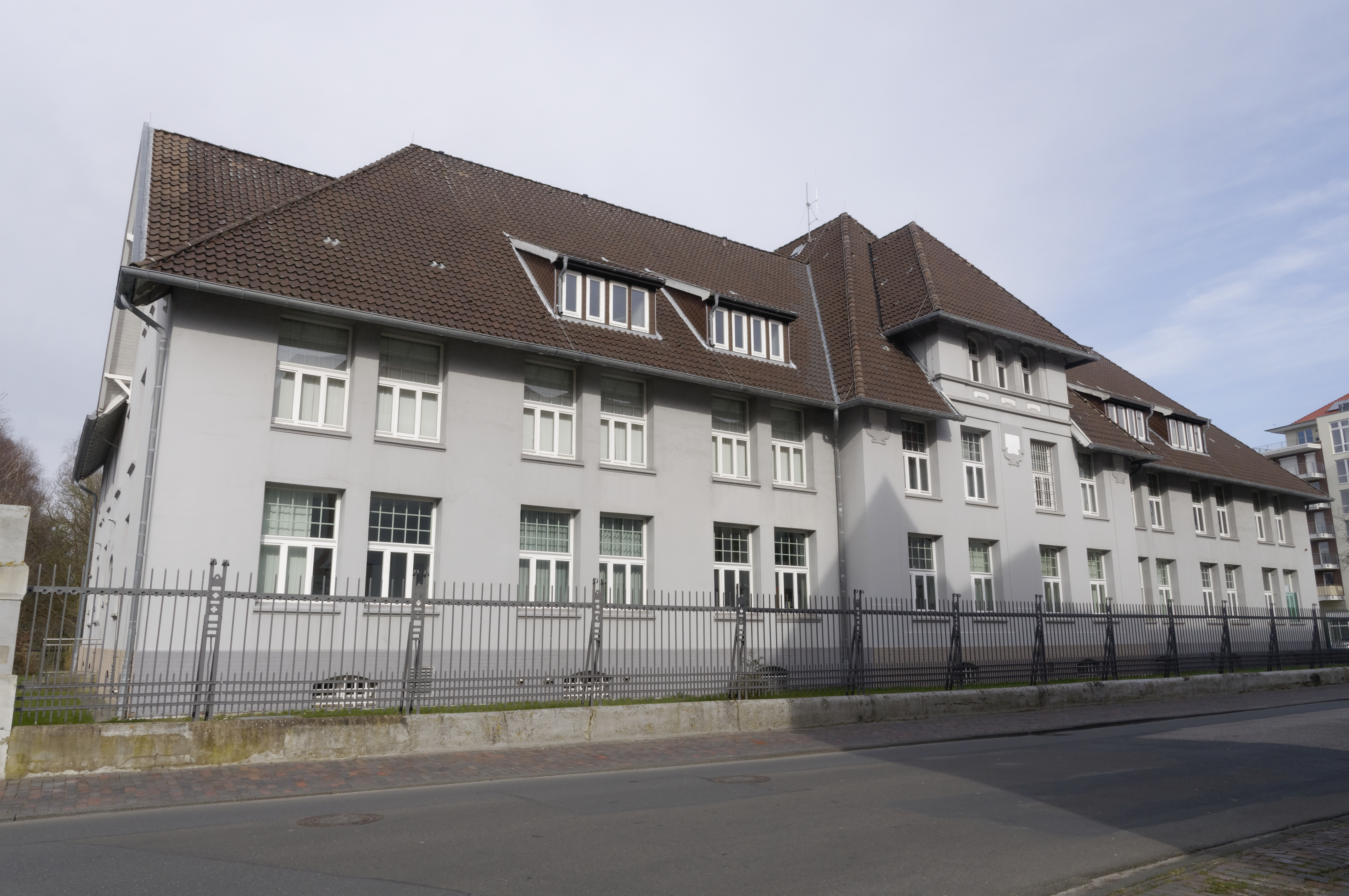
Kleine Wetternkaserne

- Kasernenstraße 7: Zweigeschossige traufständige Kleine Wetternkaserne von 1904/05 als viergeteilter Massivbau auf Sockel mit ziegelgedeckten Walm- und Satteldächern; am Hauptflügel schließen sich im rechten Winkel drei kürzere Flügel an, der mittlere Flügel mit Drempel wie ein Risalit; ein weiterer Risalit mit Drempel befindet sich in der Mitte der straßenseitigen Fassade. Schlichte verputzte Fassaden mit kleinteilig versprossten Oberlichtern in den gleichmäßig angeordneten Rechteckfenstern. Die Kaserne wird aktuell (2024) durch die Bundespolizeiinspektion See genutzt.[3]
- Neue Reihe 33: Zweigeschossiges Stabsgebäude und Casino von 1906/08 als verputzter Massivbau auf Backsteinsockel mit bewegter Dachlandschaft und belebten Fassaden mit Vorbauten, Erkern, Türmchen, großen Fensterflächen und teilweise aufwändigem Fassadenschmuck. Südwestfassade gerahmt durch zwei Eckpavillons mit Walmdach, hier auch der nach Osten aus der Mittelachse verschobene Eingangsbereich sowie daneben ein dreigeschossiger polygonaler, turmähnlicher Bau. Sockel und Erdgeschossecken sowie die Eingangsportale und rundbogigen Eingangsgewände in großen Teilen mit Werksteinen ausgeführt, ansonsten schmückendes Rankenwerk in Putz bei den Brüstungs- und Sturzzonen der Risalitfenster sowie auf dem Dreiecksgiebel an der Nordostfassade mit dem Spruchband „Navigare necesse est“; seit 1995 in ziviler Nutzung mit Wohnungen und Ferienwohnungen.[4]
- Am Seedeich 28: Eingeschossige Kegelbahn als langgestreckter Bau von 1910 in Fachwerk mit gemusterten Steinausfachungen mit Satteldach. Doppelkegelbahn mit Kegelstube und zweigeschossigem Teepavillon, mit Walmdach; nach Plänen des Garnisonbaumeisters Stock, der die meisten Marinebauten in Cuxhaven entworfen hat.[5][6]

Zur Kasernenanlage gehören auch
- die ehemalige Exerzierhalle,
- das ehemalige Wirtschaftsgebäude,

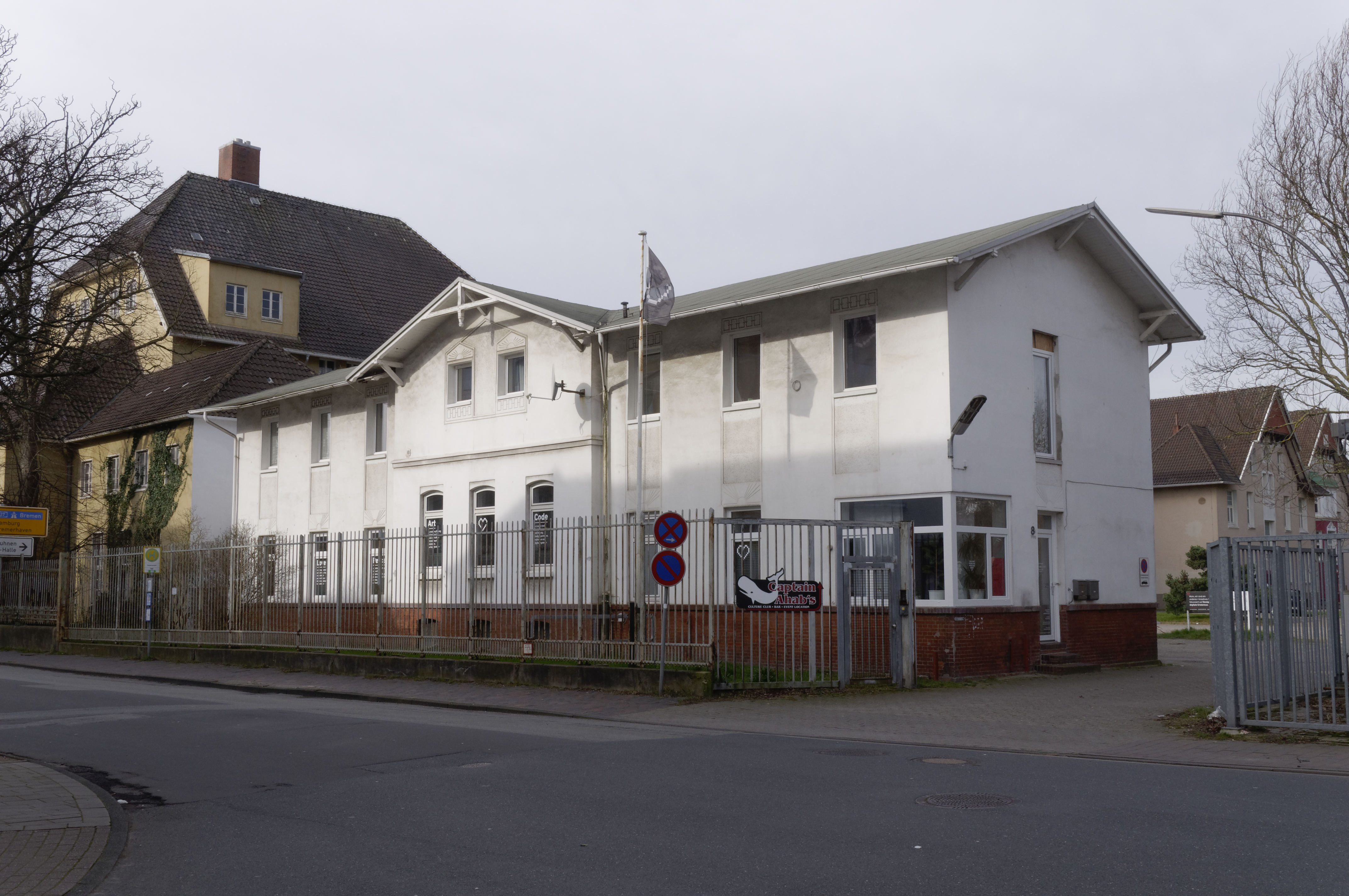
Arrestgebäude 2020

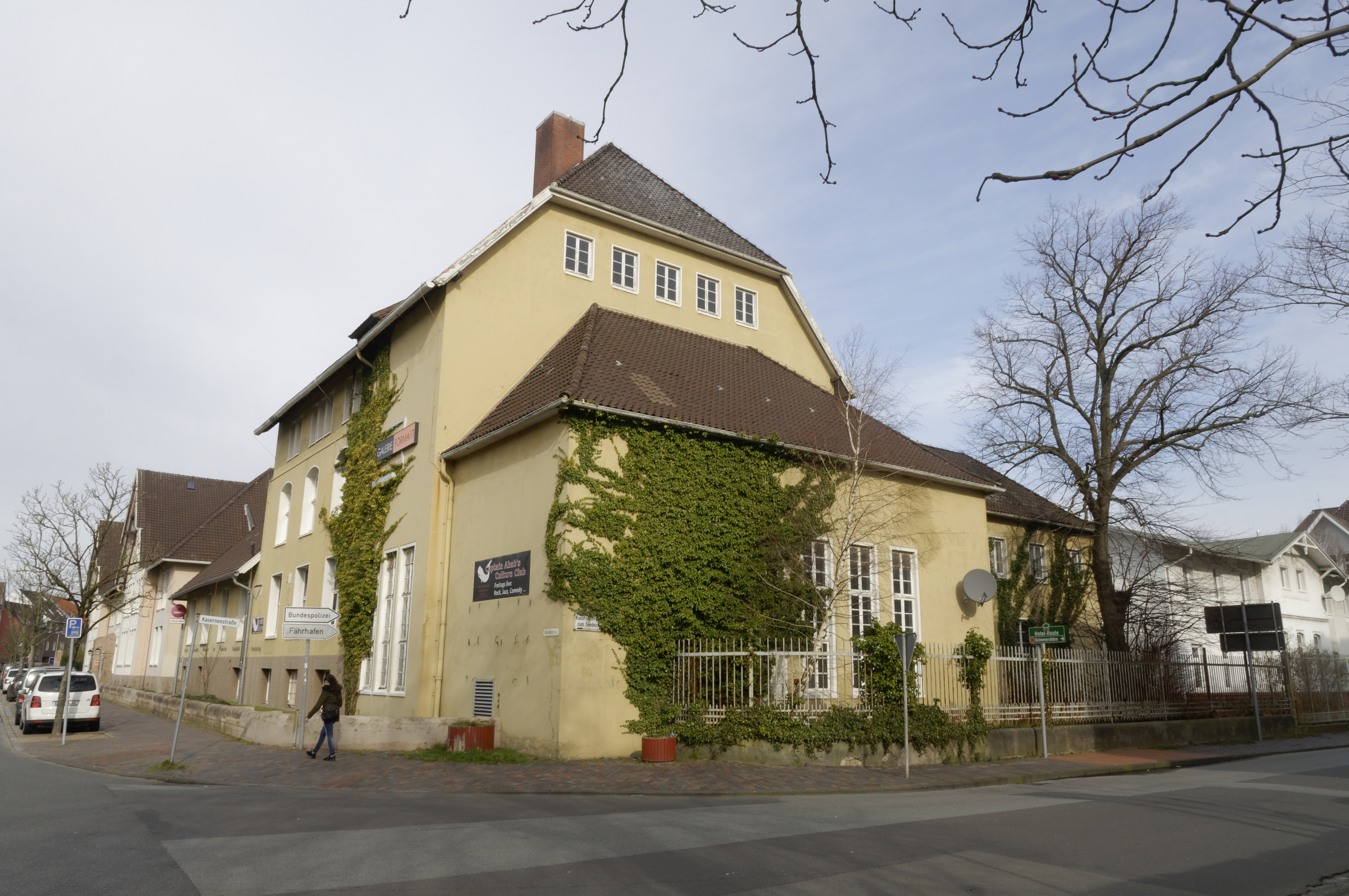
Kasernenstraße

- die zweigeschossige verputzte ehemalige Büchsenmacherei an der Kasernenstraße 8 mit einem Giebelrisalit und Freigespärre wurde 1914 Arrestgebäude und auch als Wachgebäude genutzt; 2013 wurde die Vergitterung der Fenster der Arrestzellen entfernt
- und weitere kleinere Gebäude.

Das Landesdenkmalamt befand u. a.: „… Erinnert die Baukörperform an Elemente des historischen Schlossbaus, so wird dem Gebäude durch die Detailbehandlung ein im Sinne des Heimatschutzgedankens einfacher, auf traditionalistischen und regional gebundenen Vorstellungen beruhender Ausdruck verliehen. Schmuckvoller ausgeführt sind die 1906 fertiggestellte Große Wetternkaserne und das 1908 eingeweihte Stabsgebäude mit Offizierskasino; zuletzt entstand 1910 noch eine Kegelbahn mit Teestube direkt südlich des Deichs. Die überkommenen Bauten zeugen von einer Qualität, die sich als eine Kombination aus repräsentativem Anspruch in der Großform und handwerklich solider Detailgestaltung präsentiert.“